# Санаторная (деревня)
Санаторная — деревня в Кетовском районе Курганской области. Входит в состав Лесниковского сельсовета.

## История
В 1964 году Указом Президиума ВС РСФСР деревня Нижняя Утятка переименована Санаторная.

## Население
| 1989 | 2002 | 2010 |
| ---- | ---- | ---- |
| 175  | ↗308 | ↗334 |